# ТЕЦ Сейді
39°25′45″ пн. ш. 62°51′21″ сх. д. / 39.42917° пн. ш. 62.85583° сх. д.
ТЕЦ Сейді – теплова електростанція на сході Туркменістану.
Майданчик станції розташований поруч із Сейдинським нафтопереробним заводом, за шість кілометрів від міста Сейді. В 1992-му тут ввели в дію конденсаційний енергоблок з паровою теплофікаційною турбіною потужністю 80 МВт.
У 2004-му став до ладу другий блок однотипний із першим, що довело потужність станції до 160 МВт. Втім, через недостатній попит на теплову енергію ТЕЦ фактично працювала із показником не більше 75 МВт
Як паливо станція може використовувати нафтопродукти та природний газ, при  цьому останній надходить по трубопроводу з родовища Багаджа.